# Romain Friand
Pour les articles homonymes, voir Friand (homonymie).
Romain Friand, né le 13 mai 1982 à Montpellier, est un joueur de rugby à XV évoluant au poste de deuxième ligne (1,94 m pour 106 kg).

## Biographie
Il prend sa retraite de joueur à l'intersaison 2014.

## Clubs successifs
- FC Auch école de rugby
- SU Agen centre de formation. jusqu'en 2004
- US Dax 2004-2006
- US Colomiers 2006-2010
- US Tyrosse 2010-2014

## Palmarès
- International -19 ans : vice-champion du monde 1999 au Chili, face à la Nouvelle-Zélande.
- International -21 ans : 3 sélections en 2003 (Angleterre, Écosse, Irlande)et Coupe du Monde en Afrique du Sud
- International universitaire : 
  - 2004 : 3 sélections, 1 essai (Pays de Galles U, Italie A, Angleterre U)
  - 2005 : 2 sélections (Angleterre U, 2 fois)